# Christian Ludwigs
Christian Ludwigs (11. november 1877 i Skanderborg – 19. august 1930 i Aalborg) var en dansk biskop i Aalborg Stift fra 1915–30.
Han blev Ridder af Dannebrogordenen 1918, Dannebrogsmand 1921 og Kommandør af 2. grad 1926.
Han er begravet på Almen Kirkegård i Aalborg.